# Paulo Sergio Coelho
Paulo Sergio de Albuquerque Coelho Filho (Curitiba, 9 de março de 1991) é um advogado criminalista brasileiro, ativista na área de justiça criminal por meio do Innocence Project Brasil e articulista dos jornais O Estado de S. Paulo e Valor Econômico.

## Biografia
Paulo Sergio Coelho estudou em Curitiba até os 16 anos, quando partiu para os EUA para concluir o ensino médio na região de Seattle, nos EUA. Em 2009, foi admitido na Universidade de Yale,  em New Haven, Connecticut, em processo seletivo no qual 93% dos candidatos foram rejeitados. Sua trajetória foi narrada pelo jornal O Globo, que registrou a excepcionalidade da formatura de um brasileiro na elite universitária norte-americana.
Em Yale, foi presidente do Yale Brazil Club  e colaborador do Yale Journal of Medicine & Law.
Foi pupilo do ex-primeiro ministro da Inglaterra Tony Blair, fato divulgado pelo jornal Gazeta do Povo. O antigo premiê ministrava o curso Faith & Globalization acerca do impacto da fé religiosa nas esferas política, econômica e social.
Artigo publicado por Coelho na Yale Review of International Studies debateu a instauração de uma Comissão da Verdade no Brasil e virou referência sobre o conceito de justiça de transição no contexto da ditadura militar brasileira, sendo citado em diversos livros acadêmicos estrangeiros.
Em 2013, a TV Cultura produziu a série Graduados sobre a história de brasileiros na Ivy League. Na série, Coelho, então embaixador de Yale na América Latina, defendeu o modelo pedagógico da universidade: “O que você aprende muito em Yale é que as áreas de conhecimento se interseccionam. Não tem como você ser um cientista sem conseguir apreciar uma peça de Shakespeare. Ou você ser um advogado sem conseguir ver beleza em um teorema da geometria analítica".
Em 2015, bacharelou-se em direito pela Faculdade de Direito da Universidade de São Paulo.
Representou a USP em competições internacionais de resolução de disputas, como o Willem C. Vis International Commercial Arbitration Moot, em Viena, Áustria, na qual obteve o Prêmio Martin Domke de Melhor Orador (2º lugar) entre mais de dois mil participantes.
Atualmente, é articulista dos jornais O Estado de S. Paulo e Valor Econômico, no qual comenta assuntos contemporâneos, como, por exemplo, a remuneração do funcionalismo público acima do teto constitucional,  o hackeamento de autoridades pelo The Intercept Brasil, o aumento de doações privadas, como a de R$ 1 bilhão do Itaú Unibanco, no combate ao coronavírus, a inconstitucionalidade dos atos normativos do Ministério da Saúde e da Anvisa que proibiam a doação de sangue por homossexuais , o adiamento do Enem em 2020  e o surto de violência doméstica em meio à pandemia do coronavírus .

## Atuação na justiça criminal
Integra o escritório de Alberto Zacharias Toron, defensor da ex-presidente Dilma Rousseff e do deputado federal Aécio Neves.
Atuou na defesa do médium João de Deus, acusado de abuso sexual de mulheres na Casa Dom Inácio de Loyola, em Abadiânia, Goiás, mas renunciou à causa em julho de 2019 por motivos não revelados.
Seu ativismo na justiça criminal deriva de sua participação no Innocence Project Brasil, associação sem fins lucrativos que busca reverter a condenação de inocentes. O projeto iniciou-se nos EUA em 1992, época em que exames de DNA foram admitidos judicialmente e inocentaram centenas de pessoas.
Coelho atuou na primeira vitória do projeto no Brasil: a libertação de Atercino Ferreira de Lima, que cumpria uma pena de 27 anos de reclusão por abuso sexual dos próprios filhos. O Innocence Project demonstrou que as supostas vítimas haviam sido coagidas mediante violência física e psicológica a acusar falsamente o pai.
Em março de 2018, por unanimidade, o Tribunal de Justiça de São Paulo reverteu a condenação de Atercino. 
Amplamente divulgado nos meios de comunicação, o caso Atercino foi narrado por Coelho em episódio da série Olhos que Condenam no Brasil, da TV Cultura, e no programa Em Nome da Justiça, da TV Record. O caso serviu como exemplo inequívoco de erro judiciário do sistema brasileiro.
Em cerimônia no Supremo Tribunal Federal, recebeu o Prêmio Innovare de 2019, com apoio do Grupo Globo, na categoria "Advocacia". 
Atualmente, Coelho defende Igor Barcelos, novo caso do Innocence Project Brasil, condenado a 15 anos e 6 meses de reclusão por suposto roubo e tentativa de latrocínio ocorridos em Guarulhos, quando Igor, comprovadamente, estava em São Paulo. Igor foi solto pelo Tribunal de Justiça de São Paulo em julho de 2019, mas o mérito do caso ainda não foi julgado pelo Tribunal, que determinou a realização de exame de DNA e uma perícia balística para apurar a inocência de Igor 